# Дворец на културата и науката
Дворецът на културата и науката (на полски: Pałac Kultury i Nauki; съкращениеː PKiN) е известна висока сграда във Варшава.
Построен през 1955 г., той се използва за офиси на компании, културни и научни учреждения и за прояви като конгреси, конференции, концерти, кинопрожекции, театрални представления и др. Вдъхновен от полския историзъм и американските високи сгради в стил Арт Деко, небостъргачът е проектиран от съветския архитект Лев Руднев в стила на „Седемте сестри“ в Москва и се смята за 8-ата им „сестра“.
Със своите 237 метра височина Дворецът на културата и науката е най-високата сграда във Варшава и цяла Полша, 8-ата по височина в Европейския съюз и сред най-високите в Европа.

## История

### Наименование
Първоначално сградата е била известна като Дворец на културата и науката „Йосиф Сталин“ (Pałac Kultury i Nauki imienia Józefa Stalina), но след десталинизацията посветеността на Сталин е отменена. Името на Сталин е премахнато от колонадата, вътрешното фоайе и една от скулптурите на сградата.
Гражданите на града все още използват най-различни прякори за наименование на сградата, като най-известните от тях са Pekin (от съкращението на сградата PKiN) и Pajac („клоун“, защото звучи близко до Pałac).

### Изграждане
Строителните дейности започват през 1952 г. и продължават до 1955 г. Сградата е построена като подарък от Съветския съюз за полския народ, като са използвани съветски планове. Между 3500 и 5000 от работниците са от СССР, а 4000 са от Полша. 16 от работниците умират по време на строителството. Архитектурата на сградата е близка до няколко други небостъргача, построени в Съветския съюз по същото време и най-вече на Главната сграда на Московския държавен университет. Главният архитект Лев Руднев влага някои полски архитектурни детайли в проекта след като обикаля Полша и наблюдава различни обекти.
Малко след откриването си сградата е домакин на Петия фестивал на младежта и учениците. Много влиятелни личности посещават двореца, който е домакин и на много изпълнения от международни артисти, като концерт на Ролинг Стоунс през 1967 — първият на голяма западна група в държава зад Желязната завеса. През 1985 г. е домакин на исторически концерт на Ленард Коен, свързван с много политически очаквания, които Коен избягва по време на тричасовото си шоу.
Четири 6,3-метрови часовника са добавени на върха на сградата, преди тържествата за посрещане на новото хилядолетие през 2000 година.

### Сградата днес
Сградата служи като изложбен център и офис комплекс. Дворецът разполага с мултиплекс кино с осем екрана, четири театъра (Studio, Dramatyczny, Lalka и 6. piętro), два музея (Музей на еволюцията и Музей на технологиите), офиси, книжарници, голям плувен басейн, зала за 3000 души, наречена Конгресната зала, и акредитиран университет на 11-ия и 12-ия етаж на сградата. Терасата на 30-ия етаж, на 114 метра височина, е добре позната туристическа атракция с панорамна гледка към града.
В конгресната зала е проведен финалът на Мис Свят през 2006 г.
Осветлението на сградата е модернизирано и са инсталирани ЛЕД светлини с голяма мощност, позволявайки на двореца да придобива различни цветове през нощта. Първата употреба на новите светлини е на Коледа през 2010, когато Дворецът е осветен в зелено и бяло, за да наподобява коледно дърво. През декември 2013, по време на антиправителствените протести, е осветен в жълто и синьо, цветовете на украинското знаме като знак на солидарност с протестиращите.
- Дворецът през 1954 г., по време на изграждане
- Дворецът през 1960 г.
- Изглед от южната страна на двореца